# 加德纳蛙
加德纳蛙（Sechellophryne gardineri）是塞舌蛙科的一种小型青蛙，是塞舌尔群岛的特有种。

## 特征
加德纳蛙是世界上最小的青蛙之一，其最大长度也只有11毫米(0.4英寸)，新出生的加德纳蛙体长仅有3毫米(0.1英寸)，成年雄性加德纳蛙平均也只有8毫米长。加德纳蛙全身为棕色，从嘴到脚又一圈暗色的条纹。
加德纳蛙因其不需中耳就能听见声音而著名。研究表明，加德纳蛙可以用嘴巴来扩音从而传入内耳。

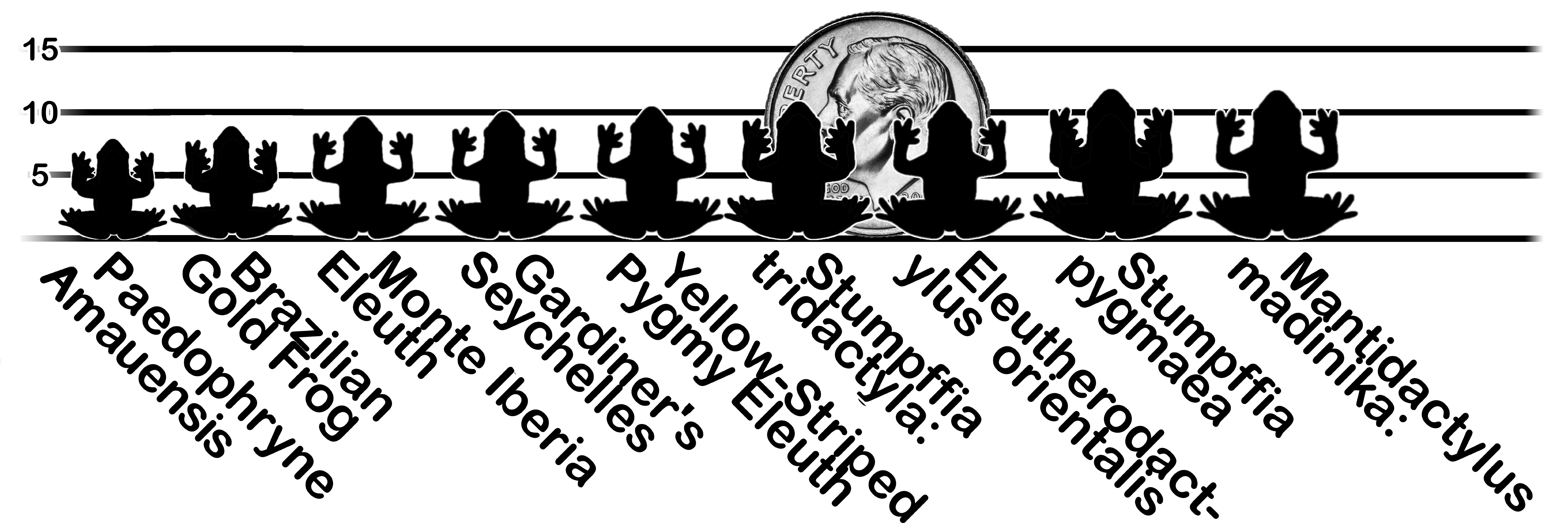
世界上最小的几种青蛙的尺寸比较

## 生态习性
加德纳蛙是一种陆行蛙，食用一些小的无脊椎动物，包括螨虫、真菌蚋的幼虫、蚂蚁和端足类生物。加德纳蛙居住在塞舌尔群岛内的马埃岛和锡卢埃特岛的中高海拔区域。这对塞舌蛙科的青蛙是罕见的，因为绝大多数塞舌蛙科都居住在气候稳定、相对潮湿的高海拔区域。加德纳蛙的卵一般都孵化在潮湿地面的小土块内直到卵长成幼年青蛙。尽管加德纳蛙在他所处区域内相对安全，但加德纳蛙仍被列入IUCN红色名录中，因为目前只有五个区域发现了加德纳蛙存在的痕迹。